# Copa del Món de Futbol de 1970 - Segona fase
La segona fase de la Copa del Món de Futbol de 1970 va ser la fase final de la competició, disputada a Mèxic, després de la fase de grups. Dos equips de cada grup (8 en total) es classificaren per la segona fase, disputada a eliminació directa.

## Equips classificats
Els vuit equips classificats per les semifinals van ser:
| Grup 1         | Grup 2  | Grup 3     | Grup 4              |
| Unió Soviètica | Itàlia  | Brasil     | Alemanya Occidental |
| Mèxic          | Uruguai | Anglaterra | Perú                |
| -------------- | ------- | ---------- | ------------------- |

## Quadre
|  | Quarts de final              | Quarts de final              |                              |   | Semifinals  | Semifinals  |  |  | Final | Final |
|  |                              |                              |                              |   |             |             |  |  |       |       |
|  | 14 de juny - Ciutat de Mèxic |                              |                              |   |             |             |  |  |       |       |
|  |                              |                              |                              |   |             |             |  |  |       |       |
|  | Unió Soviètica               | 0                            |                              |   |             |             |  |  |       |       |
|  | Unió Soviètica               | 0                            | 17 de juny - Guadalajara     |   |             |             |  |  |       |       |
|  | Uruguai (pr)                 | 1                            |                              |   |             |             |  |  |       |       |
|  | Uruguai (pr)                 | 1                            | Uruguai                      | 1 |             |             |  |  |       |       |
|  | 14 de juny - Guadalajara     |                              | Uruguai                      | 1 |             |             |  |  |       |       |
|  |                              | Brasil                       | 3                            |   |             |             |  |  |       |       |
|  | Brasil                       | Brasil                       | 3                            | 4 |             |             |  |  |       |       |
|  | Brasil                       |                              | 21 de juny - Ciutat de Mèxic | 4 |             |             |  |  |       |       |
|  | Perú                         | 2                            |                              |   |             |             |  |  |       |       |
|  | Perú                         | 2                            | Brasil                       | 4 |             |             |  |  |       |       |
|  | 14 de juny - Toluca          |                              | Brasil                       | 4 |             |             |  |  |       |       |
|  |                              | Itàlia                       | 1                            |   |             |             |  |  |       |       |
|  | Itàlia                       | Itàlia                       | 1                            | 4 |             |             |  |  |       |       |
|  | Itàlia                       | 17 de juny - Ciutat de Mèxic |                              | 4 |             |             |  |  |       |       |
|  | Mèxic                        | 1                            |                              |   |             |             |  |  |       |       |
|  | Mèxic                        | 1                            | Itàlia (pr)                  | 4 |             |             |  |  |       |       |
|  | 14 de juny - León            |                              | Itàlia (pr)                  | 4 |             |             |  |  |       |       |
|  |                              | Alemanya Occidental          | 3                            |   | Tercer lloc | Tercer lloc |  |  |       |       |
|  | Alemanya Occidental (pr)     | Alemanya Occidental          | 3                            | 3 | Tercer lloc | Tercer lloc |  |  |       |       |
|  | Alemanya Occidental (pr)     |                              | 20 de juny - Ciutat de Mèxic | 3 |             |             |  |  |       |       |
|  | Anglaterra                   | 2                            |                              |   |             |             |  |  |       |       |
|  | Anglaterra                   | 2                            | Uruguai                      | 0 |             |             |  |  |       |       |
|  |                              |                              |                              |   |             |             |  |  |       |       |
|  | Alemanya Occidental          | 1                            |                              |   |             |             |  |  |       |       |
|  | Alemanya Occidental          | 1                            |                              |   |             |             |  |  |       |       |

## Quarts de final

### Unió Soviètica vs Uruguai
| Unió Soviètica | 0–1 (pr.) | Uruguai        |
| -------------- | --------- | -------------- |
|                | Informe   | Espárrago 117' |

### Itàlia vs Mèxic
| Itàlia                                         | 4–1     | Mèxic        |
| ---------------------------------------------- | ------- | ------------ |
| Guzmán 25' (p.p.) · Riva 63', 76' · Rivera 70' | Informe | González 13' |

### Brasil vs Perú
| Brasil                                         | 4–2     | Perú                        |
| ---------------------------------------------- | ------- | --------------------------- |
| Rivelino 11' · Tostão 15', 52' · Jairzinho 75' | Informe | Gallardo 28' · Cubillas 70' |

### Alemanya Occidental vs Anglaterra
| Alemanya Occidental                        | 3–2 (pr.) | Anglaterra               |
| ------------------------------------------ | --------- | ------------------------ |
| Beckenbauer 68' · Seeler 82' · Müller 108' | Informe   | Mullery 31' · Peters 49' |

## Semifinals

### Uruguai vs Brasil
| Brasil                                       | 3-1     | Uruguai     |
| -------------------------------------------- | ------- | ----------- |
| Clodoaldo 44' · Jairzinho 76' · Rivelino 89' | Informe | Cubilla 19' |

### Itàlia vs Alemanya Occidental
| Itàlia                                                 | 4–3 (pr.) | Alemanya Occidental                 |
| ------------------------------------------------------ | --------- | ----------------------------------- |
| Boninsegna 8' · Burgnich 98' · Riva 104' · Rivera 111' | Informe   | Schnellinger 90' · Müller 94', 110' |

## Tercer lloc
| Alemanya Occidental | 1–0     | Uruguai |
| ------------------- | ------- | ------- |
| Overath 26'         | Informe |         |

## Final
| Brasil                                                     | 4–1     | Itàlia         |
| ---------------------------------------------------------- | ------- | -------------- |
| Pelé 18' · Gérson 66' · Jairzinho 71' · Carlos Alberto 86' | Informe | Boninsegna 37' |